# Variedad lingüística

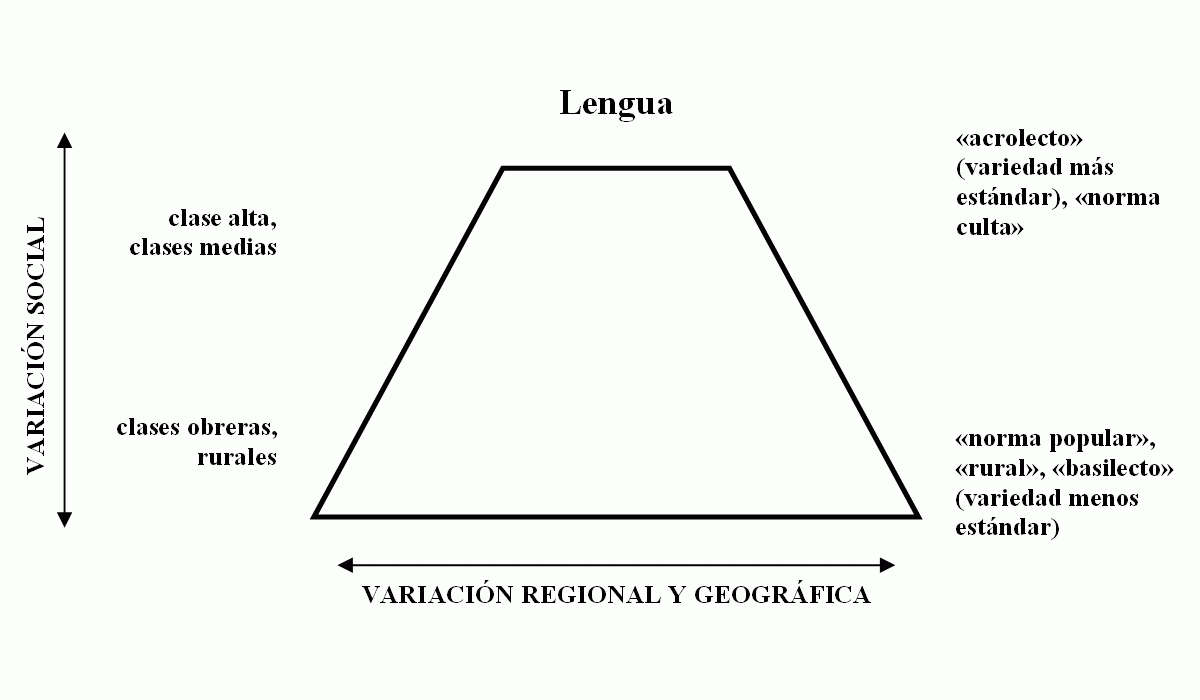
La «pirámide» que presenta las relaciones entre las variedades geográficas y sociales de una lengua.

Una variedad, variante o modalidad lingüística es una forma específica de lengua natural, caracterizada por un conjunto de rasgos lingüísticos usados por una determinada comunidad de hablantes vinculados entre sí por relaciones sociales, geográficas o culturales.
Las variedades lingüísticas son distintas formas que adquiere una misma lengua de acuerdo al lugar en que vive el hablante (esta variedad se denomina geolecto), a su edad (cronolecto) y a su grupo social (sociolecto), donde también influye el nivel de educación. Las diferencias pueden estar relacionadas con el vocabulario, la entonación, la pronunciación o la confección de expresiones; y en general se manifiestan más claramente en la oralidad que en la escritura. De esta forma, cuando se escucha hablar a alguien, es posible suponer en qué región reside (si en una zona metropolitana o rural, por ejemplo), de qué grupo etario forma parte (es un niño, un adolescente, un adulto, un anciano, etcétera) o qué nivel educativo tiene, entre otras cosas.
El término variedad es una forma neutral de referirse a las diferencias lingüísticas entre los hablantes de un mismo idioma. Con el uso del término variedad se pretende evitar la ambigüedad y falta de consenso en el uso de términos como lengua o dialecto, ya que no existen criterios unívocos para decidir cuándo dos variedades deben ser consideradas como la misma lengua o dialecto, o como lenguas o dialectos diferentes.

## Tipos de variedades lingüísticas
Las variedades pueden ser distinguidas, además de por su vocabulario, por diferencias en su gramática, fonología y prosodia. Existen diversos factores de variación posible asociados a la geografía, la evolución lingüística, los factores sociolingüísticos o el registro lingüístico.
- Variedades diatópicas o geográficas. Los cambios de este tipo pertenecen a la variación diatópica y consisten en que existen variantes en la forma de hablar una misma lengua debido a la distancia geográfica que separa a los hablantes.[1] Así, por ejemplo, en España le dicen cerillas al objeto que en América se denomina fósforos.

A estos cambios de tipo geográfico se les llama dialectos (o más propiamente geolectos) y, a su estudio, dialectología. Es importante aclarar que este término no tiene ningún sentido negativo, pues, ha sido común llamar dialecto a lenguas que supuestamente son “simples” o “primitivas”. Hay que tener presente, ante todo, que todas las lenguas del mundo, desde el punto de vista gramatical, se encuentran en igualdad de condiciones y que ningún idioma es más evolucionado que otro. Por eso, es ilógico afirmar que una lengua es mejor que otra.
Los dialectos son, entonces, la forma particular con la que una comunidad habla una determinada lengua. Desde este punto de vista, se suele hablar del inglés británico, del inglés australiano, etc. Sin embargo, hay que tener presente que los dialectos no presentan límites geográficos precisos, sino que, al contrario, se ha visto que estos son borrosos y graduales. De ahí que se considere que los dialectos que constituyen una lengua forman un continuum sin límites precisos. Se suele decir que una lengua es un conjunto de dialectos cuyos hablantes pueden entenderse entre sí. Sin embargo, esto puede ser aproximadamente válido para el español, no parece serlo para el alemán, ya que hay dialectos de esta lengua que son ininteligibles entre sí. Por otro lado, se suele citar como ejemplo a hablar de lenguas escandinavas, cuando, en realidad, un hablante sueco y uno danés se pueden entender usando cada uno su propia lengua.
En lo que respecta al español, tradicionalmente se ha considerado que existen dos variedades generales: el español de España y el español de América.
- Variedades diacrónicas. Este tipo de variación está relacionado con el cambio lingüístico, cuando se comparan textos en una misma lengua escritos en diferentes épocas se aprecian diferencias sistemáticas en la gramática, el léxico y a veces en la ortografía (frecuentemente como reflejo de cambios fonéticos). Estas diferencias son claramente crecientes a medida que se comparan textos más separados en el tiempo. A cada uno de los estadios, más o menos homogéneos circunscritos a una cierta época, se les denomina variedad diacrónica. Por ejemplo, para el idioma español puede distinguirse el español moderno (que a su vez presenta diversidad geográfica y social), el español medio y el español antiguo.

- Variedades sociales o diastráticas. Este tipo de variaciones comprenden todos los cambios del lenguaje producidos por el ambiente en que se desenvuelve el hablante.[2] Dentro de este ámbito, interesa sobre todo el estudio de los sociolectos, los cuales se deben a factores como la clase social, la educación, la profesión, la edad, la procedencia étnica, etc. En ciertos países donde existe una jerarquía social muy clara, el sociolecto de la persona es lo que define a qué clase social pertenece. Ello supone, por supuesto, una barrera para la integración social.

- Variedades situacionales. Conocidas también como variaciones diafásicas, este tipo de variantes involucra cambios en el lenguaje a partir de la situación en que se encuentra el hablante. Como se sabe, no hablamos igual en una fiesta de amigos que en una actividad religiosa. Desde este punto de vista, lo que provoca el cambio es el grado de formalidad de las circunstancias. El grado de formalidad se entiende como la estricta observancia de las reglas, normas y costumbres en la comunicación lingüística.[3]

Tomando en consideración este factor, los especialistas hablan de la existencia de diversos registros o estilos. De este modo, los enunciados “A los que estaban allí les entró risa cuando oyeron lo que les dijo el que hablaba” y “Las palabras emitidas por el conferenciante suscitaron la hilaridad del auditorio” difieren en su registro. Los hablantes, al momento de expresarse, deben elegir un registro adecuado a la circunstancia en que se encuentra.
No existe acuerdo en cuanto a cuántos y cuáles tipos de registros existen. Por lo general, se distinguen los siguientes: solemne, culto o formal, estándar, profesional, coloquial, vulgar y jergal. Un ejemplo es una conversación formal e informal que puede ser entre un grupo de amigos que hablan no tan educadamente y un grupo de compañeros de trabajo que hablan en una forma muy educada.
En muchas regiones de América, el uso de los pronombres vos y usted se encuentran dentro de este tipo de variación, pues el primero se utiliza en contextos informales, mientras que el segundo se usa en situaciones formales. Así, todos somos susceptibles de ser interpelados con vos o con usted dependiendo del evento en que nos encontremos.
Los vulgarismos e idiotismos son a veces considerados como formas de estilo, al estar limitados a variaciones de léxico, mientras que los argots pueden ser incluidos tanto en el concepto de variedad como de estilo.

### Otros factores de variación
Algunos estudiosos sostienen que aspectos físicos y biológicos de los individuos, como la pertenencia a un género o identidad sexual, pueden constituirse en factores de variación dentro de una lengua; sin embargo, no existen datos definitivos sobre estos aspectos.

## Otras variedades lingüísticas
En sociolingüística se utilizan además, y entre otros, los siguientes términos, para diferenciar formas del habla que no son compartidas por el conjunto de los hablantes de un idioma o dialecto:
- Argot, una variedad caracterizada por el uso de formas léxicas especiales, que pueden existir o no en la variedad estándar, por el cual muchas cosas son usualmente designadas por palabras diferentes a como se denominan en el lenguaje común o variedad estándar.
- Cronolecto, variedad de un idioma o de un dialecto geográfico usada por un grupo etario, los cronolectos (especialmente entre los adolescentes) suelen tener características argotales. Los cronolectos más estudiados son el lenguaje infantil y el juvenil. En situaciones de cambio lingüístico, los cronolectos de diferentes grupos de edad pueden diferir bastante en rasgos que están en proceso de cambio.[5]
- Ecolecto, variedad de un idioma o dialecto utilizada por un número muy reducido de personas (por ejemplo, los miembros de una familia, de un grupo de amigos).
- Etnolecto, variedad hablada por los miembros de una etnia, término muy poco utilizado, ya que, por lo general, se trata de un dialecto geográfico.
- Geolecto, variedad de una lengua o dialecto hablada en una zona geográfica muy determinada, y solo en esa zona. Por ejemplo el pixueto, dialecto del asturiano que solo se habla en la villa de Cudillero, o el monegasco dialecto de la lengua ligur, que solo se utiliza en el Principado de Mónaco.
- Idiolecto, variedad de la lengua hablada por una persona, es decir, el término se refiere al conjunto de peculiaridades que una persona usa sistemáticamente y en la que difiere del uso de los miembros de su comunidad lingüística.
- Lengua sagrada, algunas etnias como los dogones, pueblo establecido en Malí y Burkina Faso (África), tienen dos lenguas, una de uso cotidiano y otra, secreta, para las ceremonias religiosas. El latín es desde hace siglos la lengua litúrgica del catolicismo.
- Sociolecto, conjunto de particularidades del habla típicas de una clase o de un estrato social.[5]
- Tecnolecto, conjunto de palabras y locuciones propias del lenguaje profesional.[5]